# Lipa (gmina Zreče)
Lipa – wieś w Słowenii, w gminie Zreče. 1 stycznia 2018 liczyła 54 mieszkańców.